# اشرف بیلگیچ
اشرف بیلگیچ (انگلیسی: Eşref Bilgiç؛ ۱۴ نوامبر ۱۹۰۸ – ۹ دسامبر ۱۹۹۲) بازیکن فوتبال اهل ترکیه بود.
از باشگاه‌هایی که در آن بازی کرده‌است می‌توان به باشگاه فوتبال بشیکتاش و باشگاه ورزشی استانبول‌اسپور اشاره کرد.
وی همچنین در تیم ملی فوتبال ترکیه بازی کرده‌است.